# Gulnara Bekirowa

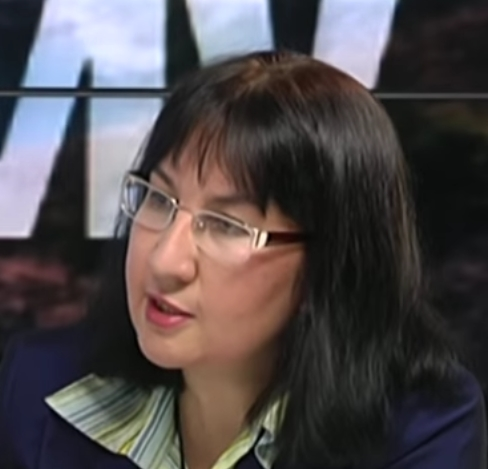
Gulnara Bekirowa

Gulnara Tassimowna Bekirowa (russisch Гульнара Тасимовна Бекирова, ukrainisch Гульнара Тасимівна Бекірова Hulnara Tassymiwna Bekirowa; geboren am 12. Februar 1968 in Melitopol, Ukrainische SSR, Sowjetunion) ist eine ukrainische Historikerin, Archivarin und Kandidatin der Politikwissenschaften. Sie gehört den Krimtataren an, deren Geschichte sie in wissenschaftlichen und populären Medien darstellt.

## Leben
Gulnara Bekirowa wurde am 12. Februar 1968 in Melitopol geboren. Sie absolvierte 1994 ihr Studium am Staatlichen Institut für Geschichte und Archivierung in Moskau (МГИАИ/MGIAI) und wurde mit einer Dissertation über „Die nationale Bewegung der Krimtataren für die Rückkehr in die historische Heimat“ promoviert. Bekirowa unterrichtete bis 2014 am Institut für Geschichte der Technischen und pädagogischen Universität der Krim (РВНЗ ‹КІПУ›) in Simferopol.
Nach der Annexion der Krim 2014 ging Bekirowa nach Kiew. Sie leitet das Projekt Tolerante Lehrbücher – Tolerante Gesellschaft. Bekirowa ist Autorin und Moderatorin der Sendung Tarich lewchalary (Таріх левхалари, Seiten der Geschichte) des krimtatarischen Fernsehsenders ATR (Simferopol, seit 2015 in Kiew) und Chefredakteur des Webprojekts Krim und die Krimtataren. Die Produktion des Spielfilms Chaitarma (Rückkehr; Originaltitel: krimtatarisch Qaytarma, russisch Хайтарма) des Jahres 2013 unterstützte Bekirowa als historische Beraterin. Daneben verfasste sie Drehbücher für sechs Dokumentarfilme und ist Mitglied von PEN International.

## Schriften (Auswahl)
Russisch:
- (Hrsg.): «Крымскотатарская проблема в СССР (1944–1991).» Simferopol 2004.
- «Крым и крымские татары в XIX–XX веках. сборник статей.» 2005.
- «Роль Петра Григоренко в крымскотатарском национальном движении.» Simferopol 2007.
- «Крымские татары. 1941–1991. (опыт политической истории).» Tezis, Simferopol 2008.
- «Мустафа Джемилев: ‹На протяжении десятилетий голос крымских татар не был услышан…›.» Stylos, Kiew 2014.
- (Hrsg., Mitwirkung): «Мы видели ад на земле….» Stylos, Kiew 2014.
- «Пів століття опору. кримські татари від вигнання до повернення (1941–1991 роки). Нарис політичної історії.» Krytyka, Kiew 2017.

Ukrainisch:
- «Крымские татары, 1941–1991. опыт политической истории». Tezis, Simferopol 2008.
- «Пів століття опору. кримські татари від вигнання до повернення (1941–1991 роки). нарис політичної історії». Krytyka, Kiew 2017.

Französisch:
- mit Gilbert Romme, Maxime Deschanet: Voyage en Crimée en 1786. Harmattan, Paris 2016.
- mit Iryna Dmytrychyn; Maxime Deschanet; Marta Starinska: Un demi-siècle de résistance. Les Tatars de Crimée de la déportation au retour, 1941–1991. Harmattan, Paris 2018.